# Kostel Nanebevzetí Panny Marie (Dolní Počernice)
Kostel Nanebevzetí Panny Marie v Dolních Počernicích je římskokatolický farní kostel v Dolních Počernicích. Postaven byl kolem roku 1200 v románském slohu. Kostel v těsném sousedství zámku byl několikrát přestavován, goticky, renesančně a barokně. V roce 1887 byl zásadně přestavěn v novorománském slohu, interiéry byly dokončeny v roce 1904. Od roku 1958 je zapsán v seznamu kulturních památek. Aktuálním sloužícím knězem je Libor Ovečka, jeho předchůdcem byl Leo Červenka. Mše se dočasně konají každou neděli pouze jednou a to v 9:30. Dříve byly mše dvě: v 8:30 a 10:00.

## Historie

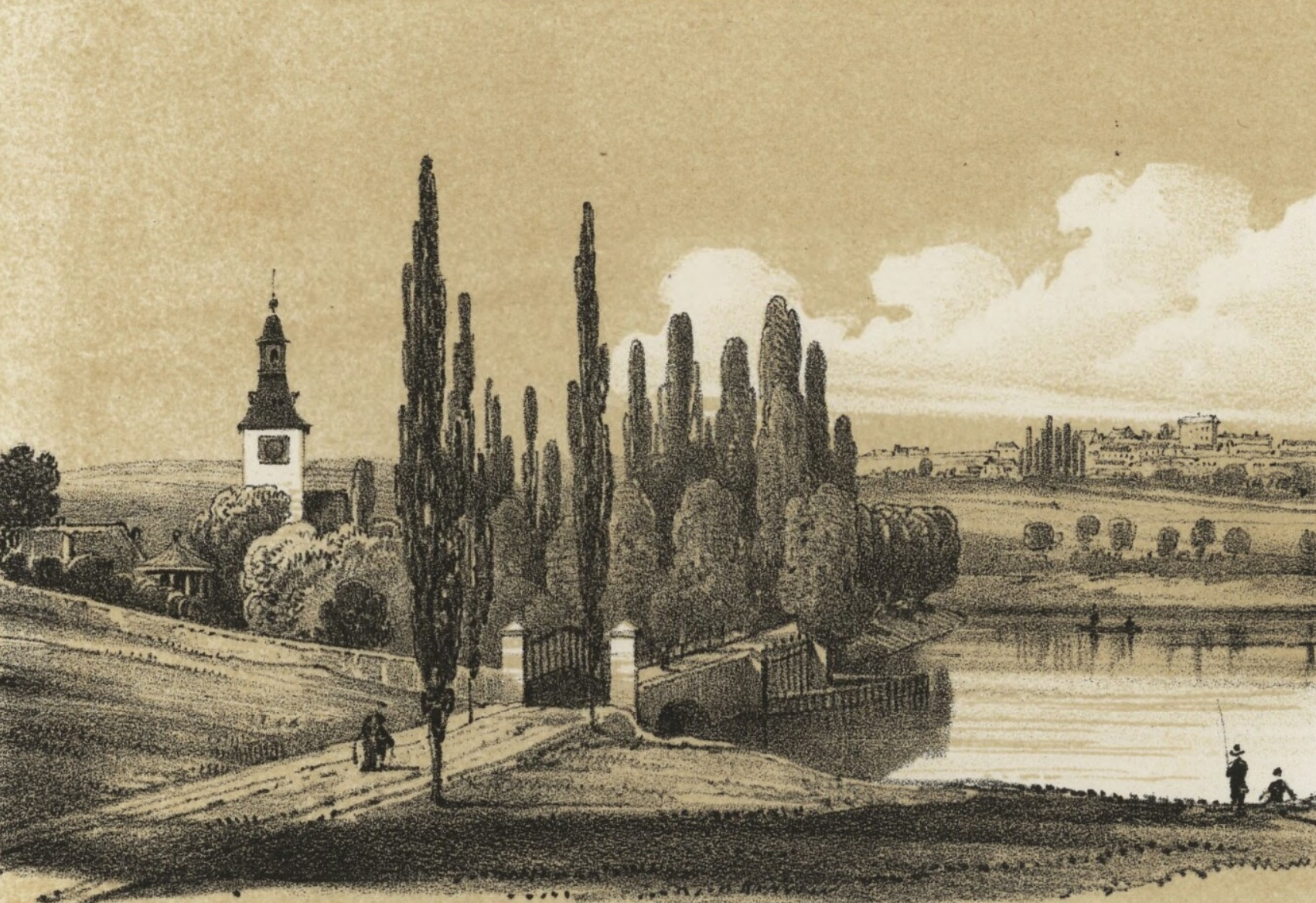
Pohled na Dolní Počernice z nově vybudované železniční trati v roce 1845. Z obrázku je patrná podoba jižní strany věže před další přestavbou ve druhé polovině 19. století

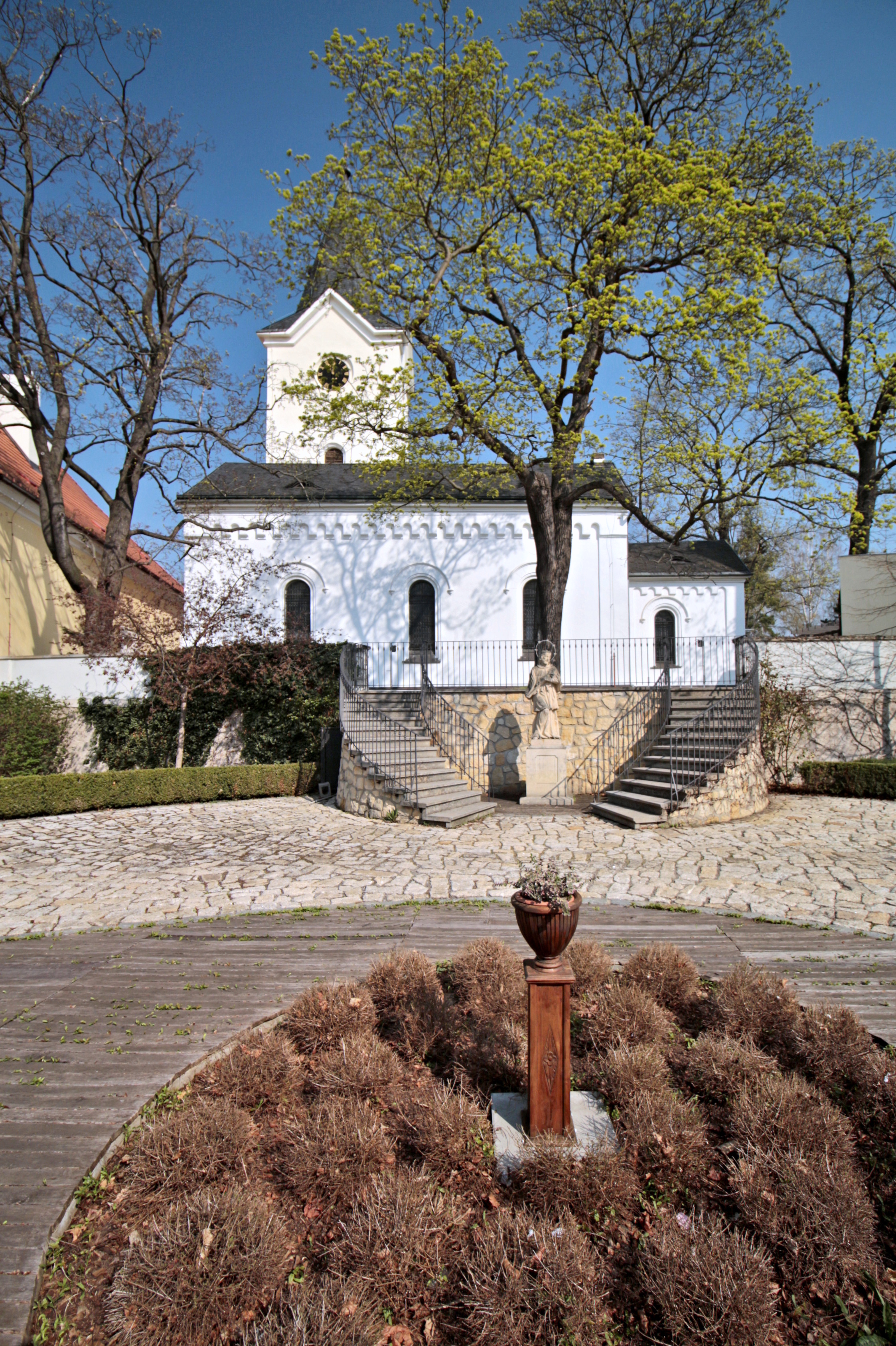
Jižní strana kostela se sochou sv. Jana Nepomuckého

Kostel byl postaven kolem roku 1200, pravděpodobně na místě staršího kostela dřevěného. Tato datace vychází z archaického provedení stlačených záklenků východního okna. Poche odhaduje stavbu okolo roku 1260, Dobroslav Líbal uvádí jako možnou dobu vzniku stavby 60. léta 12. století. Zdivo z pískovcových kvádrů šířky přes 55 cm je velmi podobné zdivu kostela svatého Bartoloměje v Kyjích, proto se historici domnívají, že stavbu mohla provádět stejná stavební huť. Kostel stál v těsném sousedství panské tvrze a tribuna kostela byla pravděpodobně spojena s tvrzí dřevěnou lávkou či mostkem. Poprvé je obec písemně zmiňována v roce 1323, kostel je písemně uveden v roce 1360, kdy je zaznamenáno podací právo Doroty Pušové k farnosti kostela v Dolních Počernicích.
V gotickém období proběhly dvě přestavby. Při první došlo k prodloužení lodi směrem k západu o jedno klenební pole, které je poněkud širší a směrem k původní lodi se nálevkovitě zužuje. Při druhé přestavbě byla přistavěna mohutná věž, která patrně nahradila obranou úlohu tvrze.
V historických materiálech jsou zmiňováni:
- před rokem 1358 - plebán kněz Beneš
- 1358-1361 - Martin, plebán u svatého Petra na Poříčí. V tom roce byla patronkou kostela Dorota, sestra pražského měšťana Štěpána Puše; první písemná zmínka o kostele.
- 1361-1362 - Havel z Konojed,
- 1362-1380 - plebán Jakub,
- 1380-1382 - plebán Petr,
- 1382-1407 - plebán Matěj, zmiňován současně jako děkan brandýský.

Koncem 14. století vlastnil Dolní Počernice Jan z Cách, peněžník a staroměstský konšel, který současně vlastnil Čelákovice a dům v Celetné ulici (dnes čp. 560). Jeho dědicové prodali Dolní Počernice v roce 1401 Janu z Klučova. Před husitskými válkami vlastnil Dolní Počernice pražský rychtář Síně. Tomu husité v roce 1421 zboží zabavili a svěřili je Lukáši Markovi, v kostele pak byli kališničtí kněží. V roce 1448 v obci tábořilo vojsko Poděbradské jednoty před vstupem do Prahy.
V roce 1562 zemřela bez dědiců tehdejší majitelka Dolních Počernic Johanka z Přítočna a panství připadlo jako odúmrť královské komoře. Ta je téhož roku prodala pražskému měšťanu Matěji Hůlkovi. Ten přestavěl tvrz a kostelní loď nechal zaklenout třemi poli cihlové klenby.
Později fara zanikla.
V roce 1644 získal Dolní Počernice Rudolf Colloredo. Z doby jeho držení pocházely barokní úpravy zámku i kostela. Věž kostela byla zvýšena a opatřena barokní cibulovou bání. Novější podoba byla zachycena na vyobrazení z doby stavby železniční trati Severní státní dráhy v letech 1842–1845.
Na konci 17. století byly Dolní Počernice přifařeny k Hostivaři. V roce 1700 byly hostivařským farářem slouženy mše každou čtvrtou neděli. K Dolním Počernicím tehdy patřily i Svépravice, v Dolních Počernicích bylo tehdy 101 věřících a ve Svépravicích 17. V roce 1786 byly Dolní Počernice přifařeny ke Kyjím. Žádost farníků o vlastní farnost byla 17. listopadu 1786 zamítnuta. Kyjští faráři sloužili v Dolních Počernicích mši každou třetí neděli a o všech mariánských svátcích.
V roce 1856 získal panství původně uherský šlechtický rod Dercsényiů de Dercsény. Tehdy byl kostel zásadně upraven v novorománském stylu, který zvenku zakryl téměř všechny původní románské prvky s výjimkou okénka ve východní stěně presbytáře. Interiér kostela ale zůstal v zásadě zachován.
V roce 1897 byla v Dolních Počernicích zřízena samostatná fara. Prvním farářem byl Bedřich Mašek. V roce 1907 měla farnost 76 domů, kde žilo 632 katolíků, 2 evangelíci, 23 židé.

## Popis

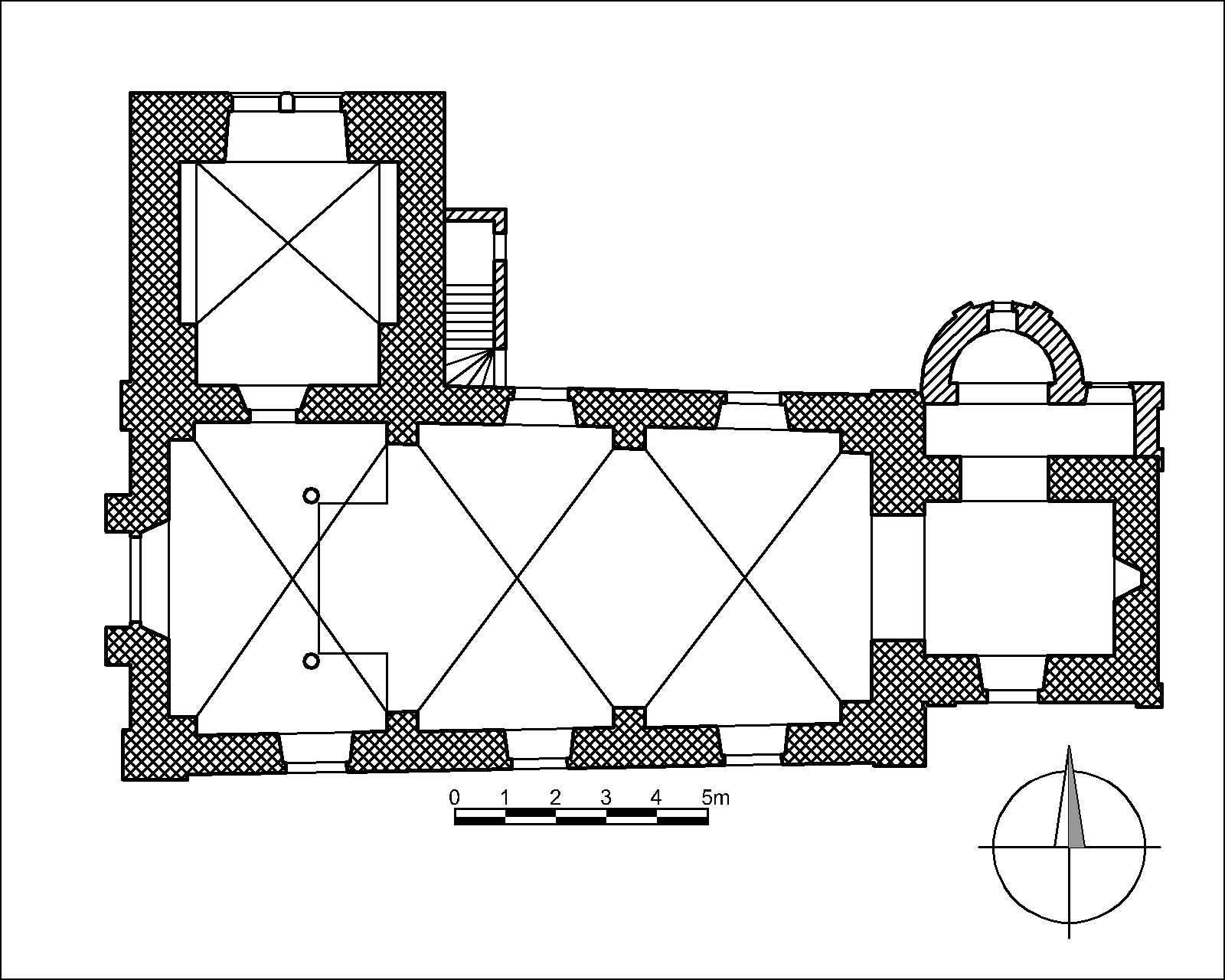
Půdorys kostela podle Soupisu památek, svazek XV, str. 283

Kostel Nanebevzetí P. Marie je orientovaná, původně románská stavba. Kostel byl mnohokrát přestavován a upravován a z původního románského vzhledu se zachovalo pouze okénko ve východní stěně presbytáře.

### Loď
Loď kostela je obdélníková 13,87 x 6,12 m. Do kněžiště vede polokruhový triumfální oblouk bez profilace. Loď je zaklenuta třemi poli křížové klenby, která se opírá o přízední pilíře. Klenba je cihlová o síle půl cihly a pochází z renesanční přestavby koncem 16. století. Před tím měla loď pravděpodobně dřevěný trámový strop.
V západní části lodi je tribuna (kruchta). Ta byla s největší pravděpodobností spojena se sousední tvrzí dřevěnou lávkou nebo mostkem, neboť v sousední východní části dnešního zámku jsou zachovány zbytky původní gotické tvrze.
K severozápadnímu nároží lodi přiléhá hranolová věž, která byla postavena během gotické přestavby po husitských válkách. V jejím přízemí je klenutá sakristie do které vede z lodi pozdně gotický portálek, pravděpodobně ze začátku 15. století.

Loď kostela
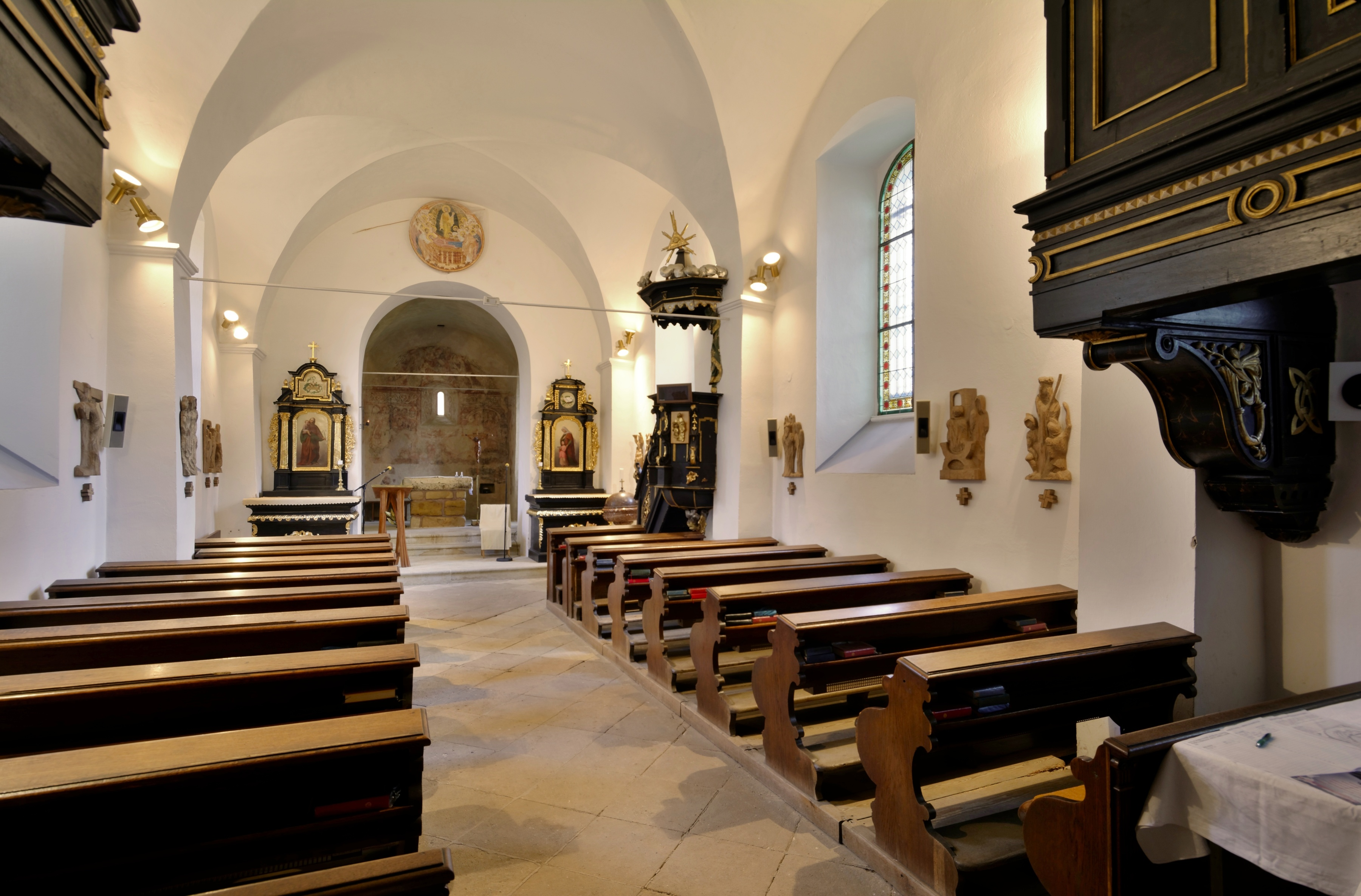
Pohled do lodi směrem ke kněžišti
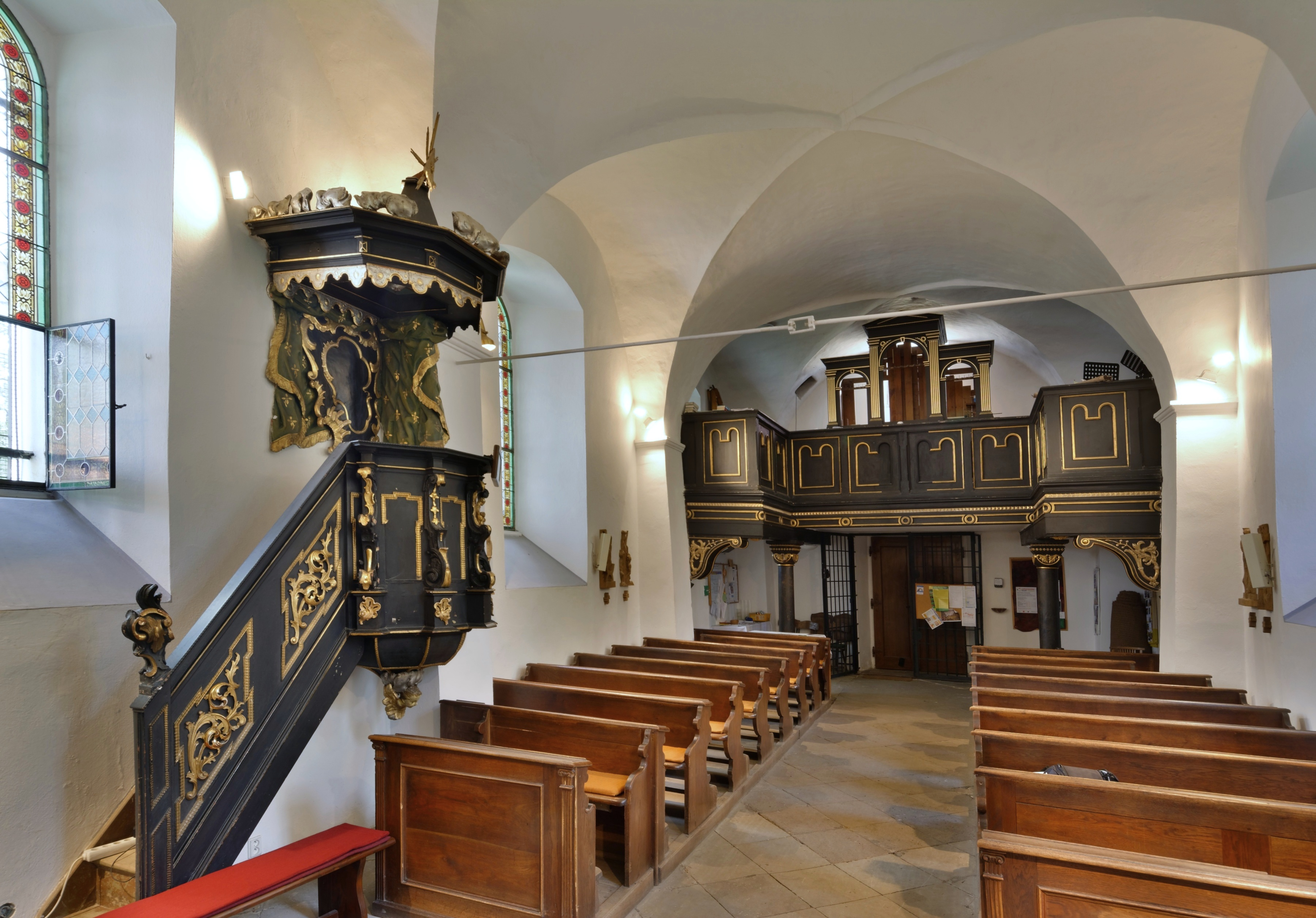
Pohled od kněžiště do lodi

### Presbytář
Presbytář je obdélníkový o rozměrech 3,7 x 3,05 m a je zaklenut kamennou valenou klenbou. Ve východní stěně je zachováno románské okénko - jediný viditelný zbytek původního kostela. Okénko má rozměry 11 x 56 cm, široce rozevřené špalety a mírně stlačené záklenky.
V roce 1887 byla k severní straně presbytáře přistavěna panská oratoř v podobě apsidy.
V roce 2004 byly objeveny v presbytáři románské nástěnné malby z první poloviny 13. století. Provedeny byly technikou fresco-secco. Na východní stěně je nad románským oknem zobrazen Trůnící Kristus mezi dvěma anděly. Tento výjev je oddělen pásem s rostlinnými motivy od nižších výjevů, kde nalevo od okna je zovrazena scéna Zvěstování pastýřům, kde anděl ukazuje dvěma postavám pastýřů k betlémské hvězdě. Třetí postava byla patrně zobrazena v pravé dolní části. Na pravé straně je zobrazen výjev Navštívení Panny Marie. Uprostřed pod špaletou východního okna je zobrazeno Ukřižování Ježíše Krista.
Na severní stěně presbytáře je pravděpodobně zobrazeno narození Krista. Na jižní stěně je pak zobrazen Kristův vjezd do Jeruzaléma. Napravo jsou potom zbytky další neidentifikované scény, na které jsou dvě mužské postavy, z toho jedna s typickým židovským kloboukem.
Malby podle historiků umění vykazují podobnost s malbami v kostele svatého Benedikta v Krnově.
Malby byly v letech 2010-2014 zrestaurovány Miroslavem Koželuhem.

Presbytář
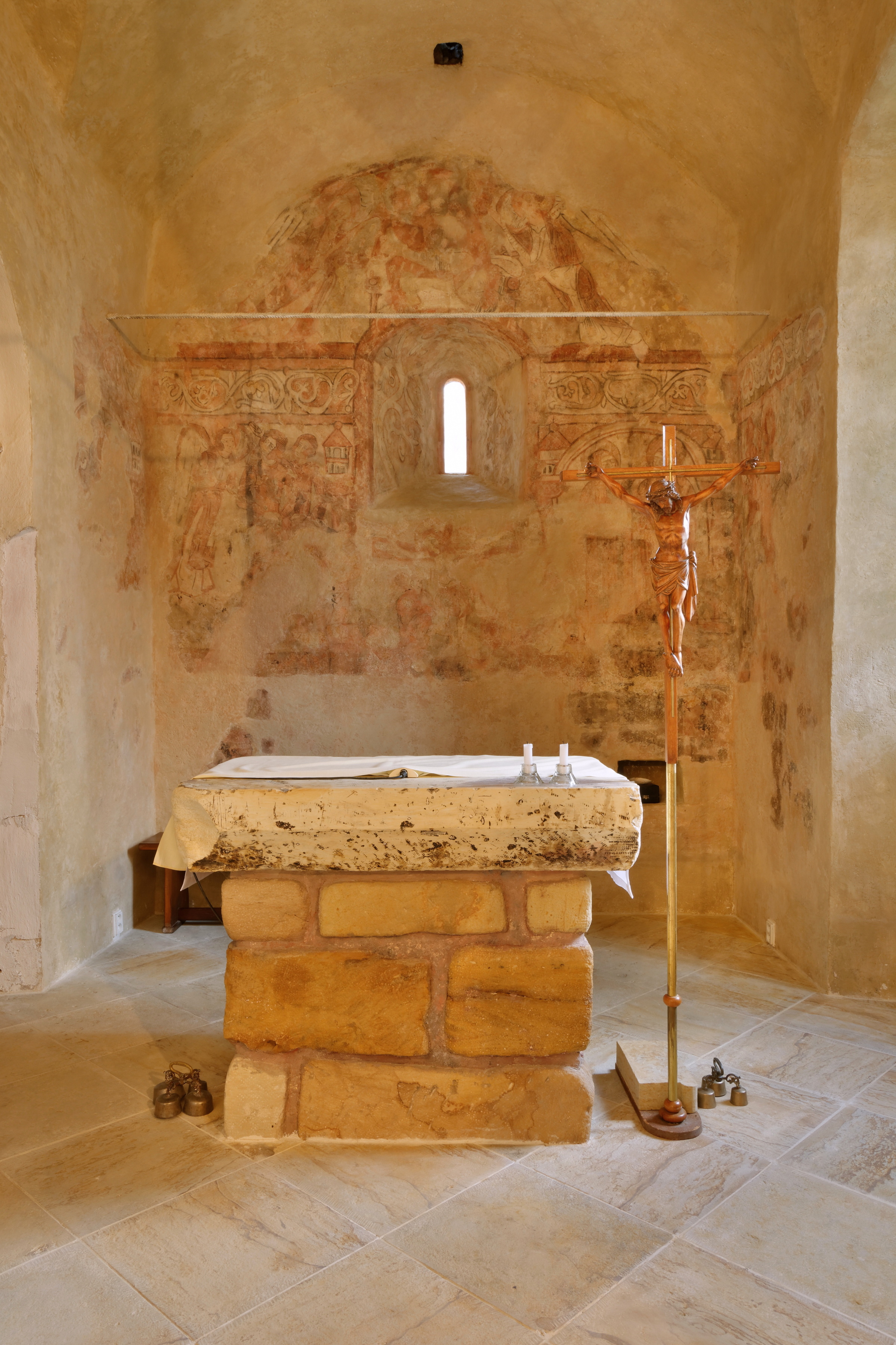
Kněžiště
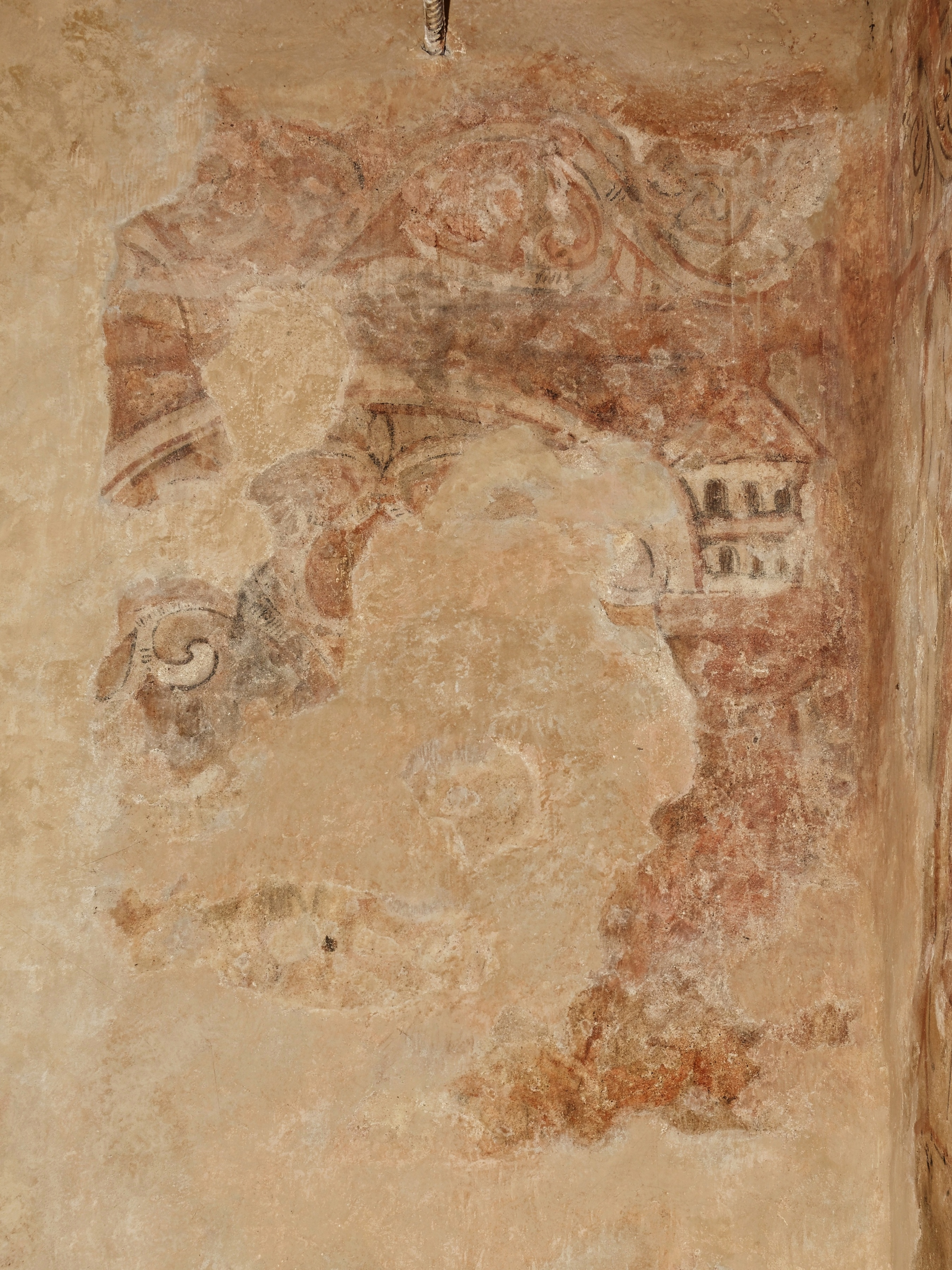
Severní stěna presbytáře, pravděpodobně výjev Narození Páně
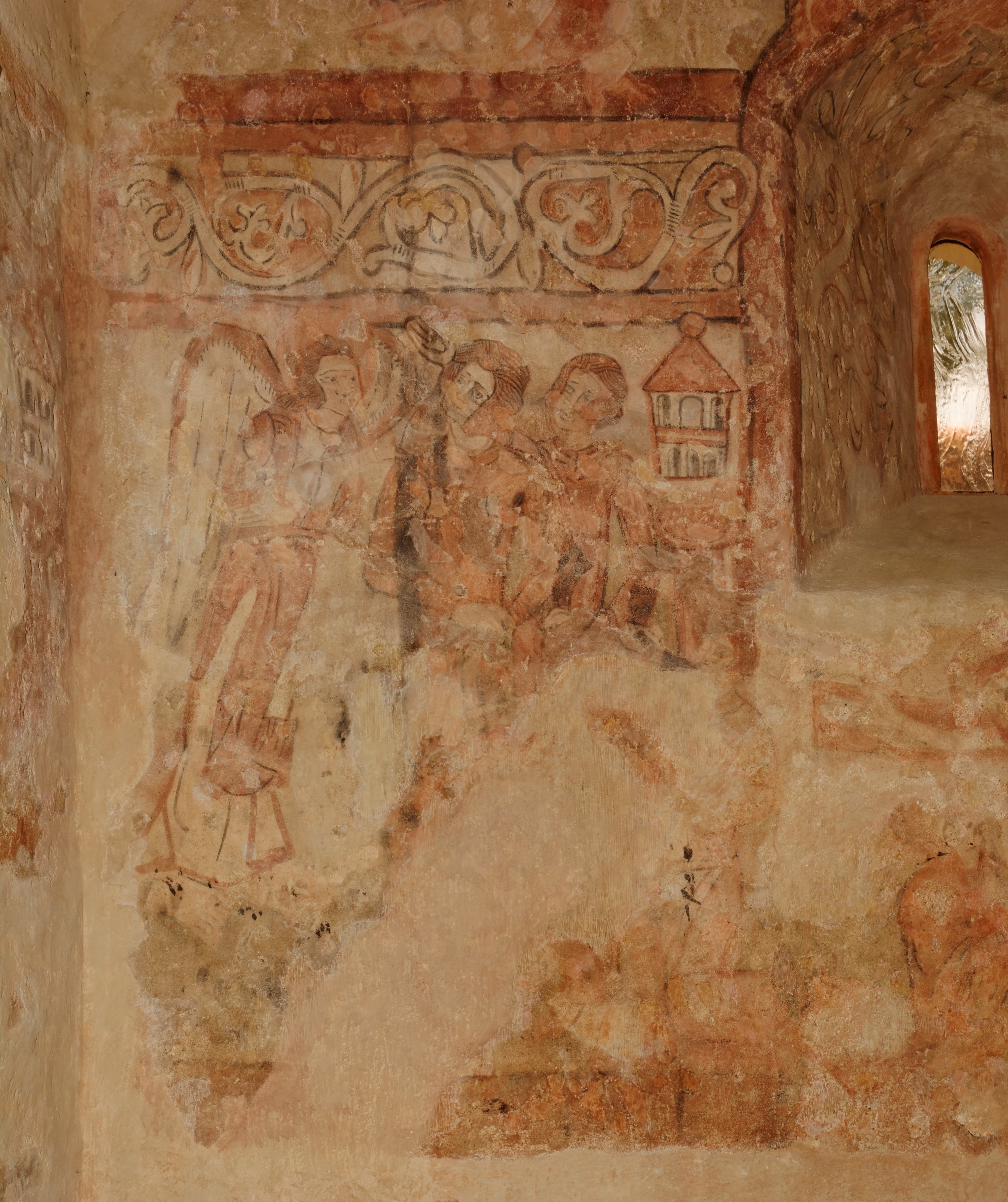
Východní stěna presbytáře, výjev Zvěstování pastýřům
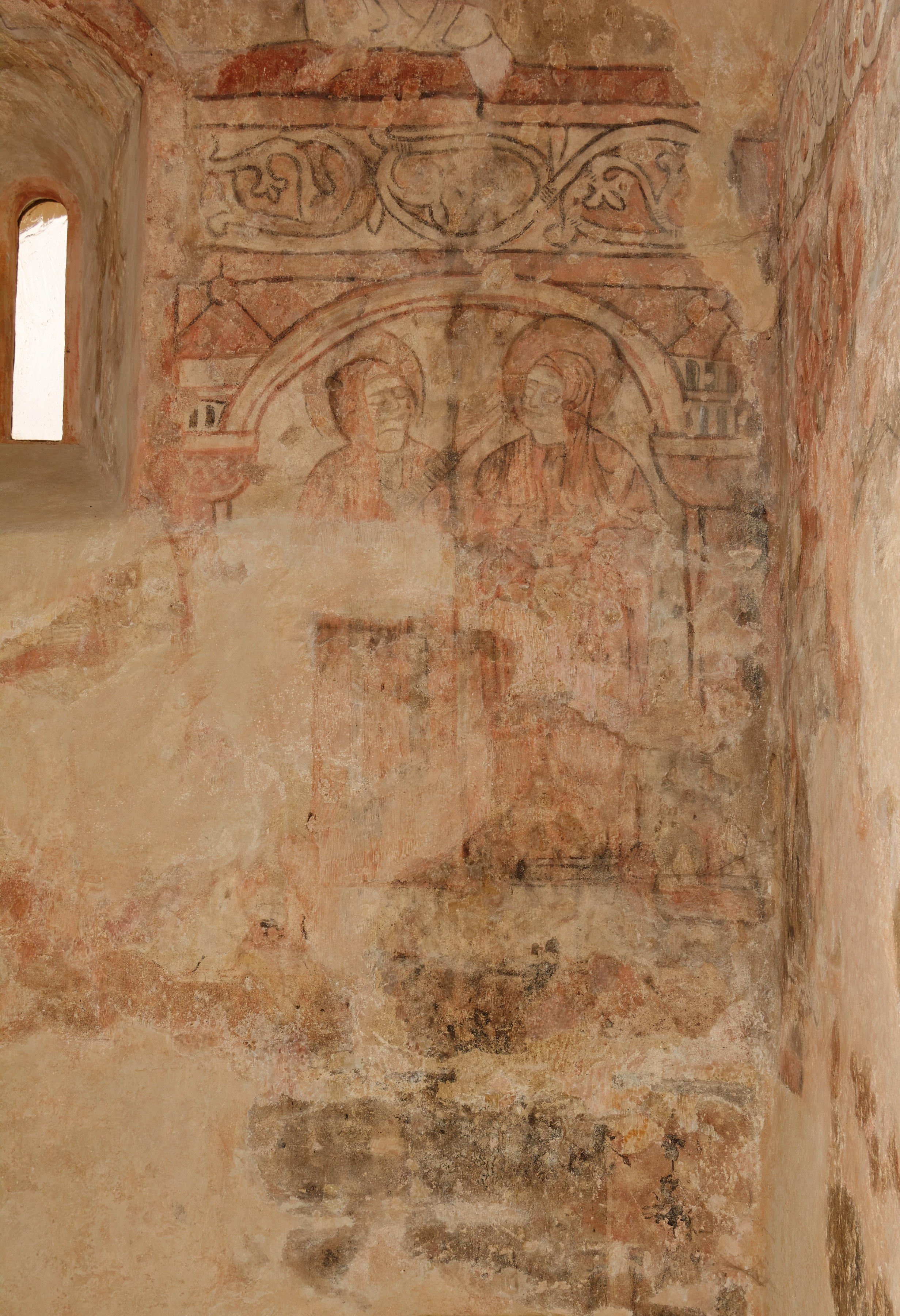
Východní stěna presbytáře, výjev Navštívení Panny Marie
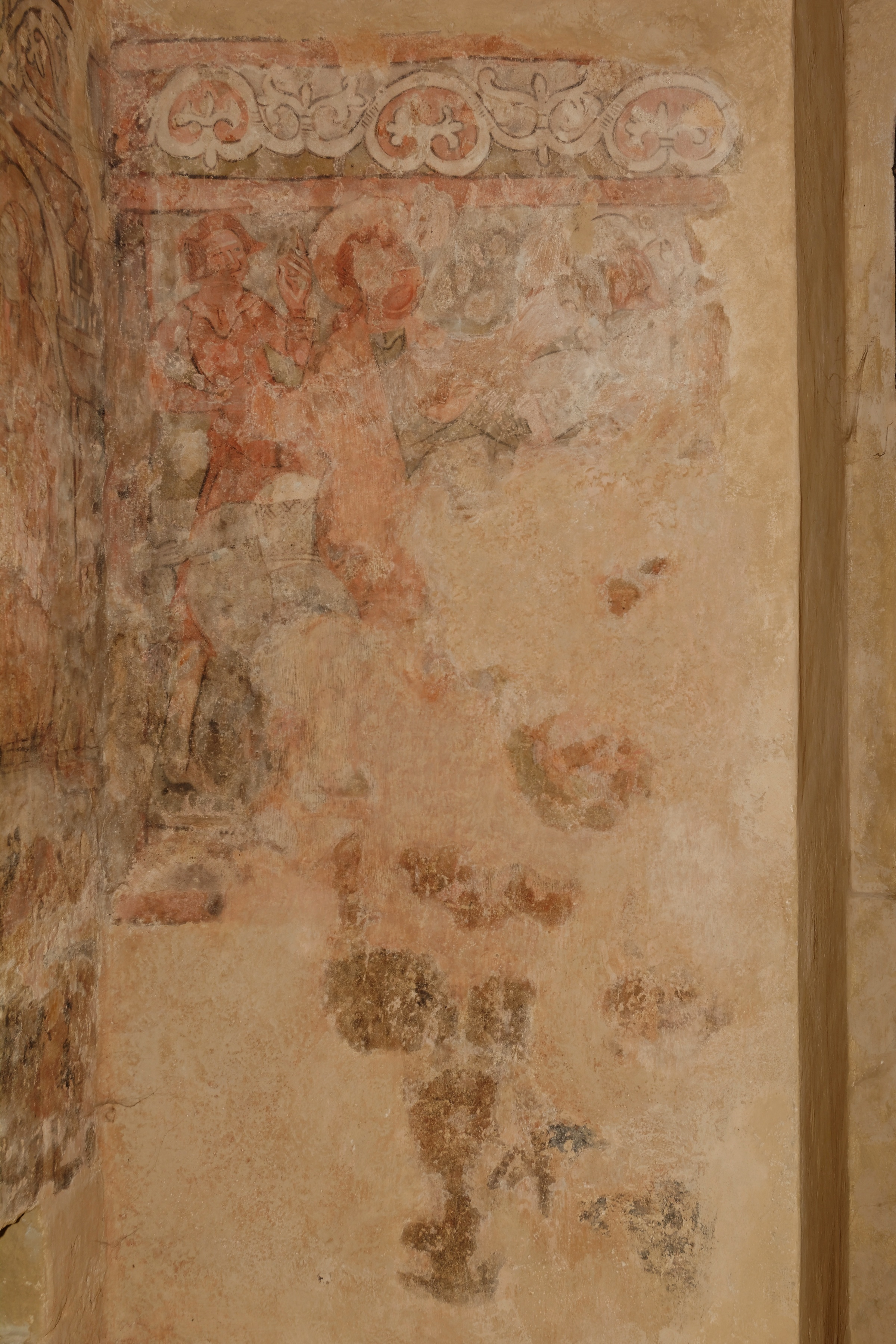
Jižní stěna presbytáře vlevo, Kristův vjezd do Jeruzaléma
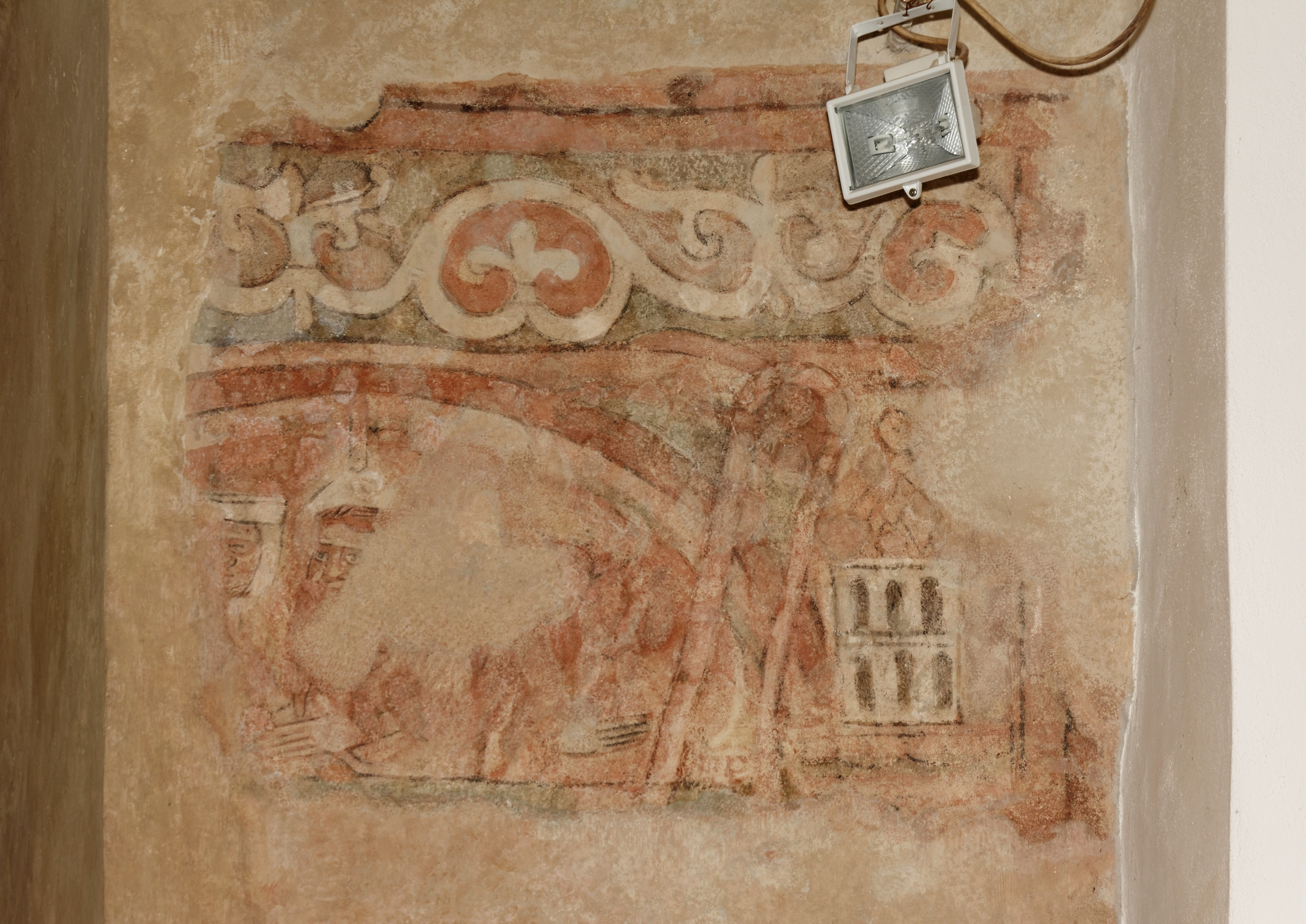
Jižní stěna presbytáře vpravo, neidentifikovaná scéna se dvěma mužskými postavami

### Věž
Věž byla zbudována během druhé gotické přestavby a převzala patrně úlohu obranného opevnění. V přízemí i v patře jsou prostory věže zaklenuty nepravidelnou křížovou klenbou. V devatenáctém století byla věž zvýšena o jedno patro, do kterého byl umístěn i hodinový stroj s ciferníky, a zastřešena klasicistní helmicí.

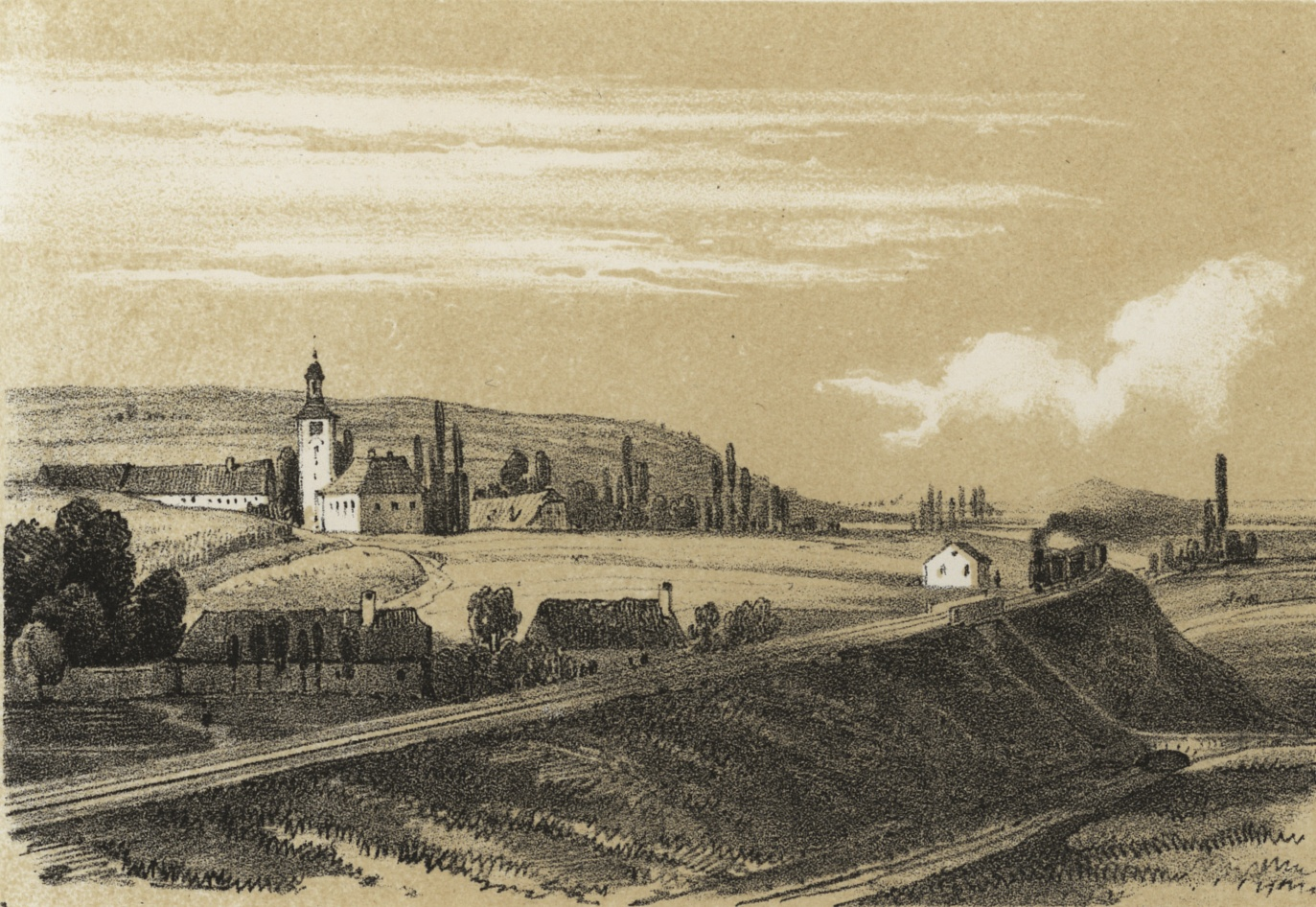
Železniční trať Olomouc-Praha u Hostavic v roce 1845 s pohledem ke kostelu v Dolních Počernicích od západu

Tato podoba je zachycena z jihu na vedutě Dolních Počernic i ze západu na vedutě Hostavic z publikace Beschreibende und malerische Darstellung der K. K. österreichischen Staatseisenbahn von Olmütz bis Prag z roku 1845.

### Vybavení

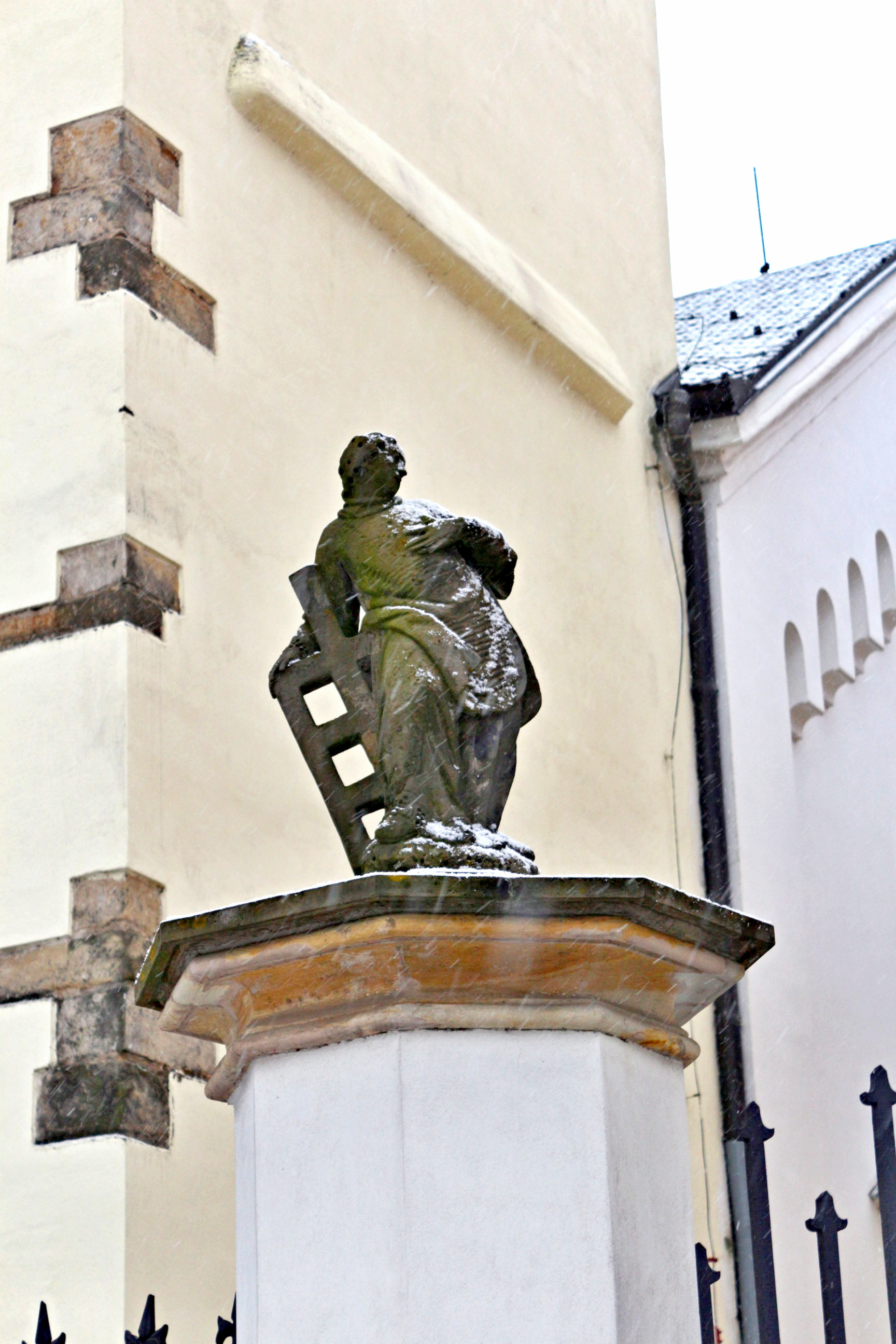
Socha svatého Vavřince na bráně starého hřbitova vedoucí ku kostelu

Po přestavbě na přelomu 19. a 20. století se v kostele nacházel rokokový hlavní oltář z roku 1749, s figurkami andílků. Nad brankami po stranách oltáře byly sošky sv. Petra a Pavla. Po stranách svatostánku sochy klečících andělů s trojramennými svícny. Na vrchu oltáře byla kartuše s mariánským monogramem. Původní obraz Nanebevzetí Panny Marie byl roku 1863 nahrazen novým obrazem Panna Maria s Ježíškem od Josefa Vojtěcha Hellicha. V roce 1904 byl původní obraz na oltář vrácen a Hellichův obraz byl umístěn na kruchtě.
Raně barokní boční oltáře byly z roku 1678. Oltářní obrazy sv. Josefa a sv. Anny namaloval Josef Vojtěch Hellich v roce 1863.
Na vítězném oblouku byla barokní kartuše s nápisem Gaude et laetare Virgo Maria alleluja (Raduj se a plesej Panno Maria alleluja), kterou nesly postavy andělů v obláčcích.
Barokní kazatelna se soškami evangelistů na řečništi.
Po roce 1989 se kostel stal cílem několika loupeží (8. ledna 1991, 13. srpna 1991, 6. srpna 1993), kdy byly uloupeny sochy, oltářní obraz, křížová cesta i liturgické předměty. Zbytek oltáře byl zapůjčen do kostela Narození sv. Jana Křtitele ve Velízi. Postranní oltáře s Hellichovými obrazy svatého Josefa a svaté Anny byly zrestaurovány a v roce 2016 vráceny do kostela. Kartuše na vítězném oblouku byla nahrazena ikonou Zesnutí Panny Marie.

### Zvony
Na věži byly před rokem 1914 zavěšeny dva zvony:
1. zvon s latinským nápisem "Od blesku a bouře vysvoboď nás Pane Ježíši Kriste. Roku 1734". Tento zvon byl ulit pražským zvonařem Zachariášem Ditrichem za 180 zlatých a váží asi 150 kg (290 a 1/2 libry),
2. zvon bez nápisu, v roce 1781 jej přelil Jan Krist. Schunke.[1]

### Hřbitov
Okolo kostela se nalézal hřbitov, který byl používán do roku 1786. Na pilíři vstupních vrat je barokní socha svatého Vavřince. Pod schodištěm na jižní straně kostela je barokní socha sv. Jana Nepomuckého.